# Давыдов, Иван Степанович
Иван Степанович Давыдов (1916, Георгиевск, Пятигорский округ, Терская область, Российская империя — 1993) — директор государственного племенного птицеводческого завода «Обильненский» Георгиевского района Ставропольского края, Герой Социалистического Труда (1971).

## Биография
До июля 1942 и с января 1943 года председатель колхоза в с. Обильное. Во время немецкой оккупации воевал в партизанском отряде.
В апреле 1957 года на базе колхозов Обильном и Новозаведенном создан совхоз «Обильненский», и осенью того же года его возглавил И. С. Давыдов.
В то время в этом хозяйстве имелось 43370 га земли, в том числе 37253 га пашни, 3629 га пастбищ. Поэтому в связи с большими размерами из него были выделены совхозы «Новозаведенский» (1960) и «Имени XXIII съезда КПСС» (1966), а «Обильненский» реорганизован в ГППЗ (государственный птицеводческий племенной завод).
В мае 1967 года на базе ГППЗ «Обильненский» была создана Северо-Кавказская зональная опытная станция по птицеводству (по выращиванию индеек). Её (по совместительству) также возглавил И. С. Давыдов.

## Публикации
1. Важный источник диетического мяса / И. С. Давыдов, Э. А. Дуюнов, Д. И. Менькин, Н. М. Ус. — М.: Колос, 1970. — 125 с.

## Награды
- звание Герой Социалистического труда (08.04.1971).
- орден Ленина (дважды)
- орден Отечественной войны II степени (01.08.1986).

## Память
В 2014 году в его честь названа средняя школа № 21 села Обильное.